# 枷鎖 (小說)
《枷鎖》（精確拼音：Belenggu；中譯版題為《桎梏》、《愛的枷鎖》）是一部由爾敏·巴奈創作的印尼文小說，故事講述一名醫生疏遠妻子，和兒時玩伴展開婚外情，最後妻子和兒時玩伴先後離開醫生，三人各奔前程。小說由《新作家》文學月刊在1940年4月至6月期間分三期連載，是唯一一部由該月刊連載的小說，也是印度尼西亞第一部心理小說。
在題材上，《枷鎖》與爾敏早年發表的短篇小說《不值錢的東西》（Barang Tiada Berharga，1935年）和《忘記》（Lupa，1936年）一脈相承，而沒有採用以往印尼小說經常觸及的主題，如善惡對立等。在寫作手法上，這部小說打破了以往印尼小說平鋪直敘的敘事模式，運用了西格蒙德·弗洛伊德的精神分析法和意識流寫作技巧，注重刻畫不同角色的內心衝突，並使用省略號和內心獨白來做到這個效果。此外，《枷鎖》還把現代文化和傳統文化視為二元對立的觀念，無法調和折衷。
爾敏完成《枷鎖》後，曾在1938年向荷蘭殖民政府的官營出版社圖書編譯局投稿，但遭到拒絕，原因是小說內容「不道德」。於是爾敏便把小說交給《新作家》月刊刊登。起初論者對《枷鎖》的評價褒貶不一，支持者認為它如實描述印尼知識分子的困境，反對者則認為小說內容不合常理，而且把賣淫、偷情的行為輕描淡寫，傷風敗俗。後期的文學評論家普遍對這部小說持肯定態度，例如作家穆罕默德·巴爾法斯在1976年表示，《枷鎖》從每一個方面來看都是戰前最佳的印尼小說，學者A·德歐則認為這是爾敏對印尼文學界貢獻最大的一部作品。本小說已翻譯成多國語言，中譯本共有兩種，先後在1962年和1983年出版，英譯本則在1989年面世。

## 創作背景

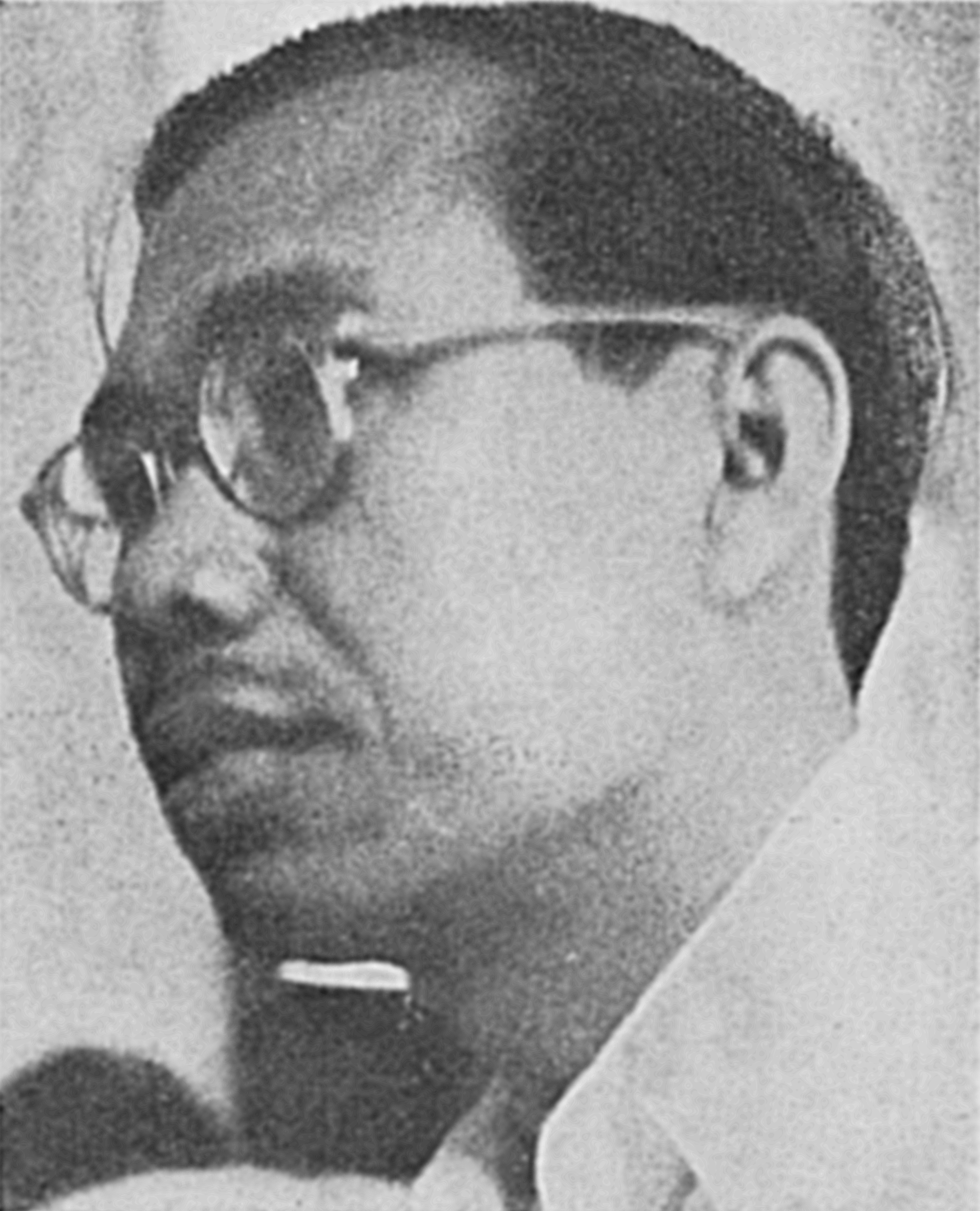
作者爾敏·巴奈（攝於1953年）

早期的現代印尼小說自1920年代起面世，由荷屬東印度的官營出版社圖書編譯局出版，講述的題材通常是世代之爭，以及傳統習俗（阿達特）和現代文化之間的衝突。這些小說的作者率先把印尼語視為民族共同語，並以此進行文學創作。和同期的政治活動一樣，這些文學創作活動都是民族覺醒運動的一環。1933年7月，《枷鎖》的作者爾敏·巴奈、另一名作家蘇丹·達迪爾·阿里夏巴納和詩人阿米爾·哈姆扎合辦文學雜誌《新作家》。有別於過往的雜誌，這份雜誌的內容以印尼文為主，撰稿人都是土著作家。
在《新作家》的編採人員和撰稿人當中，爾敏極力主張西方化，而且輕視印尼的傳統道德觀。另一派人（包括他的胞兄薩努西·巴奈）則認為東印度群島有需要保留「亞洲的」價值觀。文學史家希瑟·薩瑟蘭（Heather Sutherland）認為造成上述分歧的原因可能是教育背景的差異：爾敏在服務荷蘭人的小學讀書，而薩努西等人則在服務土著的小學接受荷蘭語教育。
《枷鎖》是爾敏在創作生涯中期寫就的作品。之前他發表的作品還包括短篇小說《生活的目的》（Tudjuan Hidup，1935年）、《不值錢的東西》（Barang Tiada Berharga，1935年）、《忘記》（Lupa，1936年）、戲劇《時代的畫像》（Lukisan Masa，1937年）等。在《不值錢的東西》中，爾敏表明這只是練筆之作。

## 故事大綱
蘇卡托諾（托諾）是一位接受過荷蘭式教育的醫生，和妻子蘇瑪蒂妮（蒂妮）一起住在巴達維亞（今雅加達）。小說一開始就講述他們面臨婚姻破裂的危機——托諾忙於看病，沒有時間陪伴蒂妮，卻希望蒂妮當一個傳統的賢妻，在他完成一天忙碌的工作後，在家中迎接他回來，為他做好晚飯，脫鞋端茶。因此，蒂妮開始積極參與社會組織和婦女團體的活動，沒剩下多少時間打理家務。於是，兩人的夫妻關係就變得更加疏遠了。
一天，一位「厄妮夫人」打電話給托諾，請他到酒店出診，然後在酒店勾引托諾。托諾很快就接受了她，之後還開始跟她幽會，不時陪她到丹戎不碌港散心。和「厄妮夫人」一起回憶往事的時候，托諾發現原來這個女人就是小時候對他一往情深的鄰居洛哈婭（婭）——他們本來是鄰居，在萬隆就讀同一所小學。小學畢業後，托諾到泗水學醫，認識了蒂妮，為她的美色吸引，最後還跟她結了婚。洛哈婭則被迫嫁給一個住在巨港（今屬南蘇門答臘省）的老頭兒，卻忍受不了這種生活，便跑到巴達維亞，淪為娼妓，之後還以侍妾的身分，跟一個荷蘭人生活了3年。托諾覺得婭更符合他心目中的妻子形象，知道婭的遭遇之後，對她更是多了一份愛意。然而，婭不認為自己準備好嫁給托諾。蒂妮到梭羅參加全國婦女代表大會的時候，托諾便在婭的家裏住了一個星期。
托諾喜歡聆聽傳統的格朗章樂曲，並接受甘密埔夜市的邀請，擔任歌唱比賽的評判；在那兒，他發現自己喜歡的格朗章歌手「西蒂·哈婭蒂」其實就是婭。在此之前，他還跟老朋友，印度尼西亞黨黨員哈爾多諾（哈爾）聚首。哈爾首先向托諾問到蒂妮的事情，然後在上門拜訪托諾的時候偶遇蒂妮。原來蒂妮在大學時期跟哈爾談過戀愛，還把第一次獻給了他，但由於傳統文化不能接受這種行為，因此她感到羞愧，沒辦法好好地愛人。哈爾後來寫了一封信給蒂妮，假裝自己死了，令事情變得更糟。哈爾離開之前，請蒂妮擺脫過去的枷鎖，但蒂妮不同意。最後他們同意各奔前程。
蒂妮發現托諾有外遇之後，怒火中燒，便親自到婭的住所，找她對質。不過，經過漫長的談話之後，她發現婭更適合當托諾的妻子，於是她想把托諾交給婭照顧。但是婭當過妓女，而托諾身為醫生，受人尊重，因此她覺得，不應該留下來，令托諾蒙上污點，令他沒有辦法跟蒂妮和好。結果，蒂妮決定遷回泗水，婭登上了前往新喀里多尼亞的客船，留下托諾一個人在巴達維亞。臨行之前，婭給托諾留下一張字條和一張唱片，唱片裏包含兩首新歌，是她特意為托諾灌錄的辭行曲。婭登上客船後還是很掛念托諾，這時托諾在遠方的廣播電台發表演說，婭也聽到了。如今托諾孑然一身，於是他決定把全部精力奉獻給自己的醫療事業，填補內心的空虛感。

## 人物
蘇卡托諾
蘇卡托諾醫生（簡稱托諾）是蒂妮的丈夫、婭的愛人，他免費為窮困的病人看病，在民間很受歡迎。在醫科學校上學的時候，比起學業，他更喜歡唱歌，後來行醫之後，他仍然非常喜歡聆聽傳統的格朗章樂曲，並在診症室放了一台收音機。他和思想新穎的蒂妮雖然是夫妻，但彼此之間沒有愛情，為此他感到寂寞，於是當他再次遇到洛哈婭，覺得她更願意當個地道的妻子以後，便開始跟她曖昧。然而，最後蒂妮和婭先後離開，剩下托諾一個人。
研究印尼文學的澳洲學者A·約翰斯（A. Johns）指出，托諾內心掙扎，是因為他沒有辦法了解蒂妮、洛哈婭，還有他醫治病人的時候需要消滅的細菌。
蘇瑪蒂妮
蘇瑪蒂妮（簡稱蒂妮）是托諾非常前衛的妻子，在大學時期是校花，很喜歡參加派對。她在這段時期把初夜獻給了哈爾多諾，但東印度群島的傳統文化不能接受這種行為，後來哈爾多諾更離開了她，自此她便開始疏遠男人，用冷淡的態度對待男人。嫁給托諾之後，蒂妮越發感到寂寞，於是她開始投身社會活動，希望能從中找到人生的意義。最後，蒂妮知道托諾對自己不忠，卻發覺婭更能把托諾照顧好，結果她決定離開丈夫，遷回泗水。
日惹聖那塔達瑪大學講師約瑟夫·雅皮·陶姆（Yoseph Yapi Taum）認為，蒂妮冷淡的態度是托諾投向洛哈婭懷抱的主要原因。托諾在蒂妮的生活中沒有地位，受到冷落，所以他另找新歡，找一個傳統女性作伴。新加坡政治學者譚祥志（Tham Seong Chee）認為蒂妮意志薄弱，在重遇哈爾多諾之前，她沒有下決心離開。另外，她的個性非常倔強，不願意改變自己對托諾的期望，也沒有修補逐漸破裂的婚姻關係。他也指出，蒂妮的思想和東印度群島人民抱持的傳統觀念並不相容，認為這無異於作繭自縛。印尼作家、文學評論家古納汪·穆罕默德認為，托諾的期望對蒂妮構成壓力，影響了她的言行舉止。
洛哈婭
洛哈婭（簡稱婭，別名厄妮夫人、西蒂·哈婭蒂）比托諾小三歲，是一名受歡迎的格朗章歌手，和托諾是自小相識的朋友，後來成為愛人。托諾小學畢業之後，婭被迫從萬隆嫁到巨港，嫁給一個比她大20歲的男人，逃回萬隆後，卻發現本來的住所人去樓空。自此她淪為娼妓，開始過上漂泊不定的生活。之後她還以「西蒂·哈婭蒂」的名義演唱格朗章樂曲，廣受聽眾喜愛。她知道托諾在巴達維亞行醫之後，就假裝生病，開始勾引他。雖然兩人深深相愛，但是婭覺得，她以前當過妓女，嫁給托諾醫生之後，只會令托諾遭到社會的鄙視。結果她決定離開托諾，搬到新喀里多尼亞居住。
譚祥志認為，婭願意當一個傳統的賢妻，在性格上和托諾非常合襯。研究印尼文學的美國學者哈里·阿維林（Harry Aveling）指出，爾敏安排婭淪落風塵，可能是因為當年印尼讀者沒辦法接受托諾和社會經濟地位相等的女性偷情，令他不得不因應當地的風俗習慣作出讓步。穆罕默德說，婭令人感動，而且不煽情，但也有認命的一面，比如她看輕自己的過去，說自己的人生經歷跟上千名在丹戎不碌港絕命的女人沒有兩樣。他也指出，爾敏是第一位以同情的態度刻畫妓女角色的印尼作家。音樂學者彼得·凱皮（Peter Keppy）認為，爾敏創作這個角色的時候，可能是從格朗章歌手安妮·蘭杜取得靈感。
哈爾多諾
哈爾多諾是托諾的老朋友，也是蒂妮在大學時期的男朋友。他知道蒂妮喜歡參加派對之後，便開始接觸她，跟她談戀愛，甚至共度春宵，後來卻寫信給她，說要跟她分手。之後他中途輟學，追隨後來擔任總統的蘇卡諾，參加剛剛起步的民族主義運動，結果得和父親斷絕關係。過了一段時間之後，他來到巴達維亞，想找托諾見面，卻意外發現蒂妮已經嫁了給托諾，於是他希望蒂妮忘記從前，但被對方拒絕。
研究東南亞的倫敦大學亞非學院講師克里夫·克里斯蒂（Clive Christie）認為，哈爾多諾是小說裏唯一一個帶有明顯政治色彩的人物。
婦女委員會的委員
魯斯迪約夫人、蘇達茉夫人、巴脫瑪夫人和阿米娜都是婦女委員會的委員，她們幫助蒂妮籌備各項社交活動。魯斯迪約夫人早在大學時期便和蒂妮相識，她既不同意蒂妮的現代思想，也不滿蒂妮對托諾不上心。阿米娜以前追過托諾，是蒂妮的情敵，喜歡打聽他們的婚姻生活。
兩名男僕
侍奉托諾和蒂妮的男僕有兩個，一個叫加爾諾，另一個叫阿卜杜爾。加爾諾對托諾忠心耿耿，卻不喜歡蒂妮，認為她太感情用事。阿卜杜爾是他們的司機，每次托諾出診的時候，都是由他把車駕到病人的住處。

## 所受影響
和社會主義文藝組織人民文化協會有聯繫的印尼左派文學評論家巴格里·西里格爾指出，西格蒙德·弗洛伊德的精神分析法是影響爾敏的因素之一，並表示不同角色（特別是蒂妮）的對白能夠體現這一點。陶姆既留意到精神分析學理論的影響，也提到小說描寫了個別人物的意識流動形態，令讀者更容易掌握角色的特徵，以及他們的內心衝突。他還說，和《枷鎖》一樣，阿里夏巴納在1936年發表的小說《揚帆》同樣對比了新文化和傳統文化，但完全支持全盤西化，《枷鎖》採用同一種題材，可能是受到《揚帆》的啟發，甚至有可能是為了回應這部小說提出的觀點。在情節上，這部小說與爾敏早年的兩篇短篇小說《不值錢的東西》、《忘記》有相同之處：《不值錢的東西》講述的是醫生巴迪（Pardi）和妻子哈蕾妮（Haereni）的故事，他們的形象和蘇卡托諾、蘇瑪蒂妮夫婦非常相似。《枷鎖》的主角蘇卡托諾在《忘記》中初次登場，也是該小說的主角，爾敏在小說中描寫了托諾的特徵。由於當年掌權的荷蘭殖民政府禁止政治介入文學，因此在《枷鎖》中，爾敏對於殖民統治的直接影響只是輕輕帶過。

## 風格
《枷鎖》大量使用省略号、內心獨白和疑問句來表達角色的混亂情緒。研究印尼文學的荷蘭學者A·德歐說，整部小說其實可以概括為「三重的內心獨白」，並指出在小說中，最重要的省略号、內心獨白和疑問句，是不是故事大綱，也不是頻繁出現的對白。和圖書編譯局時期的文學作品不一樣，爾敏並沒有在《枷鎖》完全說明故事情節的來龍去脈，而只是點出關鍵的細節，讓讀者自行詮釋剩下的內容。西里格爾說這樣做能夠令讀者更投入，他還表示《枷鎖》就像電影一般，一個一個地介紹人物，但是有時候，這樣做也引致了角色切換模糊不清的問題。
與圖書編譯局時期的文學作品相比，《枷鎖》在寫作技巧上有兩點不同：一、爾敏拋棄了陳舊的马来语諺語，並改而採用比喻法。二、荷蘭語象徵統治東印度群島的宗主國，阿卜杜尔·穆伊斯、阿里夏巴納這些早期作家都在作品中使用荷蘭語字詞，凸顯主角有知識的特質。但是，在《枷鎖》一書中，爾敏減少使用荷蘭語，取而代之的是融入印尼語的荷蘭語借詞。《枷鎖》的初印本和第二次印本還附有詞彙表，解釋生僻詞、罕見詞的含義。西里格爾指出，爾敏在這部小說中使用的語言能夠準確反映印尼語的實際使用情況。
《枷鎖》的章節只有編號，沒有標題。這種安排在同期的印尼文學作品中並不常見，以穆伊斯在1928年發表的小說《錯誤的教育》為例，書中每一章下面既有編號，也有標題。陶姆說，這種風格改變是意識流的象徵，有別於早期的文學作品把不同的章節區別開來的做法。

## 主題

### 題材
德歐指出，和同期的大部分印尼小說不一樣，《枷鎖》既沒有講述純良的主人公和奸角鬥爭的經歷，也沒有呈現世代之間的差異和矛盾。這部小說的題材不是同期作品經常講述的強迫婚姻，或者年輕人對傳統習俗的牴觸情緒，而是三角關係——這是當年的西方文壇經常採用，但印尼文學作品從未觸及的題材。作者也沒有說明各個角色的是非對錯。德歐又說，這部小說呈現了「新派人物」的內心矛盾，而這種人物則是東西方文化交互影響的產物。克里斯蒂則指出，早年印尼文學作品經常描述反封建鬥爭、包辦婚姻等話題，但是對《枷鎖》的角色來說，這些事情都沒有發揮至關重要的影響。

### 過去的包袱
陶姆認為，小說的標題《枷鎖》說的是主要角色的內心矛盾，這約束了他們的行為，令他們無法成長。為了說明這一點，他舉出了兩個例子，一是哈爾多諾對蒂妮說的這番對白：
| 原文 | 譯文 |
| ---- | --- |
| "    | 「為甚麼不行呢？為甚麼一切都要由從前決定呢？⋯⋯不要小題大做，不要把簡單的事情變得複雜起來，為自己的思想套上枷鎖。⋯⋯把幻想忘掉吧，讓它毀滅吧。掙脫那枷鎖。為甚麼一切都要由從前決定呢？」 |

二是當洛哈婭有機會和托諾結婚的時候，她擔心自己過去的經歷令蘇卡托諾丟臉，結果一走了之，陶姆認為這個例子能夠清楚說明這套枷鎖對主角的約束力。他也指出，托諾懷緬過去，認為這樣他會更開心，另一方面，洛哈婭對過去賣淫的經歷感到羞恥，因此（杞人憂天）擔心人們知道她愛上托諾之後，托諾就會離她而去。這份罪惡感最終令洛哈婭選擇離開。
為了說明這一點，評論家們還舉出了其他例子。印尼作家、文學評論家穆罕默德·巴爾法斯指出，蒂妮過去和哈爾多諾相戀的經歷令她產生罪疚感，沒辦法跟托諾表達愛意，並認為這是引致兩人關係疏遠的原因之一。他認為，小說提出「人的問題」，卻沒有提出解決方案。在小說中，哈爾多諾跟托諾對話的時候，提到過去的回憶總是會造成陰影，西里格爾認為這段對話能夠把這個主旨表現出來，還認為小說的書名就是來源於這段對話。

### 新舊文化的對比
陶姆指出，《枷鎖》對比新舊文化，把現代文化和傳統文化視為二元對立的觀念。他舉例說，蘇卡托諾身為醫生，象徵現代文明，但是他沉緬過去，例如他迷戀小時候的同學洛哈婭，又例如，比起現代形式的音樂，他更喜歡傳統的格朗章歌曲。他希望妻子蒂妮對他百依百順，也希望她克盡傳統妻子的本分，為他脫鞋端茶，但是蒂妮寧願終日為社會活動操勞，也不願意這樣做。這種期望最終成為托諾迷戀婭的原因，因為婭能夠滿足他的要求。但是，在小說的結局中，單靠現代觀念和傳統價值觀並不足以為主角帶來幸福。他也說，爾敏對比托諾和思想時髦、熱心公益的蒂妮，目的是為了強調現代文化不一定就是幸福的鑰匙。阿維林同意這個說法，他指出蒂妮拒絕當「賢妻良母」，不願意悉心照顧丈夫，並認為這就是托諾和蒂妮發生衝突的原因。

### 知識分子在社會上的處境
克里斯蒂認為《枷鎖》的內容充滿着濃烈的疏離感，他覺得小說裏的人物就像是活在一個「懸浮在真空中的社會」，一方面和殖民體系沒有關聯，另一方面也和群眾、和傳統道德觀脫節。他又認為，蘇卡托諾和洛哈婭的感情關係象徵的是知識階層藉共同的流行文化來聯繫群眾，但是以失敗告終的嘗試。同樣地，陶姆提到，小說中有一節講述蒂妮在義賣會上彈鋼琴，演奏路德維希·范·貝多芬的奏鳴曲，但是台下的普通市民更喜歡本地音樂。德歐指出，像托諾、蒂妮這種抱持懷疑態度的現代知識分子在以往的印尼文學作品並不常見，並認為小說描寫了當年在表面上能夠適應現代社會，但在心理上難以承受東西方文化夾擊的青年知識分子，揭露了他們的困惑心情。譚祥志認為，托諾和婭不能一起走到最後，背後的含義是：社會不接受他們的愛情，可見「倫理道德並不能夠單憑理智或者理性來理解」，矛頭直指阿里夏巴納崇尚的理智主義和個人意識。約翰斯則指出，雖然社會以為托諾和蒂妮有決斷力，但是其實他們的心態是困惑的，是徬徨的。

## 發行
爾敏完成《枷鎖》之後，在1938年向圖書編譯局投稿，但被退稿，因為圖書編譯局認為小說內容不合乎公序良俗，更無法接受作者描寫通姦、賣淫的行為，把這種情節放在故事的重心。這部小說最終由《新作家》月刊在1940年4月至6月期間連載了三期，是唯一一部由該月刊連載的小說，也是印尼第一部心理小說。
截至2008年，本書的印尼文版已印刷到第21版，並翻譯成多種語言。中譯本共有兩種，一是香港藝美圖書公司在1962年出版的版本，題為《桎梏》，二是居三元翻譯的版本，題為《愛的枷鎖》，在1983年由貴州人民出版社出版。英譯本由約翰·H·麥格林翻譯，在1989年由隆塔基金會出版。俄文譯本由A·帕夫連科（А. Павленко）翻譯，德文譯本由雷納特·勒德爾（Renate Lödel）翻譯，均在1964年出版。馬來文譯本在1965年出版。

## 評價
《枷鎖》面世時，外界對它的評價褒貶不一。支持者認為這部小說從社會實況取材，很是大膽。比如，記者蘇拉斯特麗·卡爾瑪·特里穆爾蒂認為這部小說能夠清楚表明擁有高學歷的土著在面對傳統文化時所遇到的問題。反對者則認為，傳統觀念認為賣淫、通姦屬於禁忌，可是這部作品注重描寫這種行為，是一部「淫褻不雅」的小說。在《新作家》1940年12月號中，阿里夏巴納、H·B·耶辛、卡林·哈林（Karim Halim）、蘇瓦西·佐約普斯皮托（Suwarsih Djojopoespito）等多名作家和文學評論家對這部小說作出了評價：阿里夏巴納認為這部小說有浪漫氣氛，但也有聽天由命，甘願失敗的色彩，批評故事內容不講邏輯，沒有交代事件的前因後果，也沒有描述人們決定命運時所需要的自由精神。耶辛認為《枷鎖》為印尼文學帶來嶄新的文風，但是覺得小說角色的情緒波瀾起伏，很是浮誇。哈林指出這部小說運用了新語言、新題材，在印尼文學史上，這標誌着一個新流派的誕生。佐約普斯皮托批評小說的用語不夠流暢，情節沉悶乏味。德歐指出，早期人們對《枷鎖》的評價毀譽參半，原因之一是當年土著讀者習慣閱讀的文學作品風格輕鬆，但爾敏在這部作品描寫了沉重的現實，令他們感到非常震撼。
後期的文學評論家對這部小說普遍持肯定態度。1969年，印尼政府頒發第一屆年度文學獎，《枷鎖》和《錯誤的教育》、《西蒂·努爾巴雅》（1922年，作者馬拉·魯斯里）、《無神論者》（1949年，作者阿赫迪亞特·卡爾達·米哈查）一起成為得獎作品。約翰斯在1955年認為《枷鎖》「和此前的（印尼文學）作品相比是一大躍進」，印尼的小說創作至此也走向成熟，他也稱讚小說的故事大綱、架構和表達手法。西里格爾在1964年對這部小說的用詞加以讚賞，並認為爾敏在小說中闡述專業知識的手法特別出色。耶辛在1967年寫道，他還是覺得小說裏人物的印象流於誇張，但是認為這部小說能夠令讀者停下來，思考當代的社會環境。德歐在同年一部介紹印尼文學史的著作中認為，《枷鎖》是爾敏對印尼文壇貢獻最大的一部作品，雖然小說的主角有一些心理缺陷，故事內容也有不合常理之處，但仍不失為印尼獨立戰爭之前唯一一部真正能夠令西方讀者投入其中的印尼語小說。印尼作家、文學評論家阿伊普·羅西迪在1969年認為，這部小說比以往的印尼文學作品有趣，因為小說的結局可以有很多種解釋。巴爾法斯在1976年寫道，「在戰前的印尼文學史中，無論從哪個方面來看」，《枷鎖》「都是最好的一部小說。」譚祥志在1981年表示，當年東印度群島的社會已經逐漸開始意識到西方觀念（如個人主義和主知主義）和傳統價值觀之間的矛盾，而《枷鎖》則是這種意識的最佳寫照。

## 備註
1. ↑  原文：
2. ↑  引文採用現行的精確拼音方案。初版使用的拼寫方案為共和國拼音，如下：""

## 腳註
1. 1 2  Rampan 2000，第92頁.
2. ↑  Christie 2001，第68頁.
3. ↑  Foulcher 1991，第22頁.
4. ↑  Raffel 1967，第5頁.
5. ↑  Sutherland 1968，第120–121頁.
6. ↑  Teeuw 1967，第84頁.
7. 1 2  Balfas 1976，第71頁.
8. ↑  Taum 2008，第139–141頁.
9. ↑  Johns 1959，第243頁.
10. 1 2 3 4  Taum 2008，第142–143頁.
11. ↑  Taum 2008，第142頁.
12. 1 2 3  Tham 1981，第114頁.
13. 1 2  Mohamad 1985, Yah.
14. ↑  Taum 2008，第144–146頁.
15. 1 2  Aveling 1969，第74頁.
16. ↑  Keppy 2008，第154頁.
17. ↑  Pane 2008，第112頁.
18. ↑  Pane 2008，第100頁.
19. 1 2 3 4 5 6  Christie 2001，第69頁.
20. ↑  Pane 2008，第52頁.
21. ↑  Pane 2008，第41–43頁.
22. ↑  Pane 2008，第18頁.
23. ↑  Pane 2008，第19頁.
24. 1 2 3  Siregar 1964，第103頁.
25. ↑  Taum 2008，第137頁.
26. 1 2  Taum 2008，第148–150頁.
27. ↑  Teeuw 1967，第83–84頁.
28. ↑  Siregar 1964，第102頁.
29. 1 2 3  Balfas 1976，第70頁.
30. 1 2  Siregar 1964，第103–104頁.
31. ↑  Taum 2008，第138頁.
32. 1 2 3  Teeuw 1967，第81頁.
33. 1 2 3  Teeuw 1967，第81–82頁.
34. 1 2 3 4  Teeuw 1967，第83頁.
35. ↑  Pane 2008，第114–115頁.
36. ↑  Taum 2008，第148頁.
37. ↑  Taum 2008，第145頁.
38. 1 2 3 4 5  Balfas 1976，第69頁.
39. ↑  Siregar 1964，第105頁.
40. ↑  Taum 2008，第147頁.
41. 1 2  Johns 1959，第244頁.
42. ↑  Pane 2008，第4頁.
43. ↑  宋木文 & 刘杲 1997，第1556頁.
44. ↑  Mahayana, Sofyan & Dian 2007，第83–84頁.
45. ↑  WorldCat, Results for 'belenggu'.
46. 1 2  Taum 2008，第113頁.
47. ↑  Tham 1981，第115頁.
48. 1 2  Pane 2008，第8–12頁.
49. ↑  KS 2010，第107頁.
50. ↑  Johns 1959，第241頁.
51. 1 2  KS 2010，第99頁.
52. ↑  Tham 1981，第112頁.